# Вредности породице Адамс
Вредности породице Адамс (енгл. Addams Family Values) амерички је фантастично-хумористички филм из 1993. године чији је режисер Бери Зоненфелд и који је написао Пол Рудник, базиран на ликовима чији је творац Чарлс Адамс. Представља наставак филма Породица Адамс (1991). Филм прати многе глумце из оригинала, које чине Раул Хулија, Анџелика Хјустон, Кристофер Лојд, Кристина Ричи, Карел Стрејкен, Џими Воркмен и Кристофер Харт. Џоун Кјузак тумачи Деби Џелински, серијску убицу која се удаје за ујака Фестера (Лојд), намеравајући да га убије због наследства, док су тинејџери Среда (Ричи) и Пагсли (Воркмен) послати у летњи камп.

## Радња
То је љубав на прву језу кад Гомез и Мартиша донесу нови додатак домаћинству Адамсових — Пјуберта, своју слатку, малу и бркату бебу-дечака. И док се Фестер заљубљује до ушију у раскошну дадиљу Деби Џилински, Среда и Пагсли откривају да је она црна удовица која планира да Фестера дода својој колекцији мртвих мужева. Будућност породице је све неизвеснија када се зла дадиља уда за Фестера, а децу пошаље у летњи камп. Али Среда има још по неку Ствар у рукаву.